# Bass Brewery

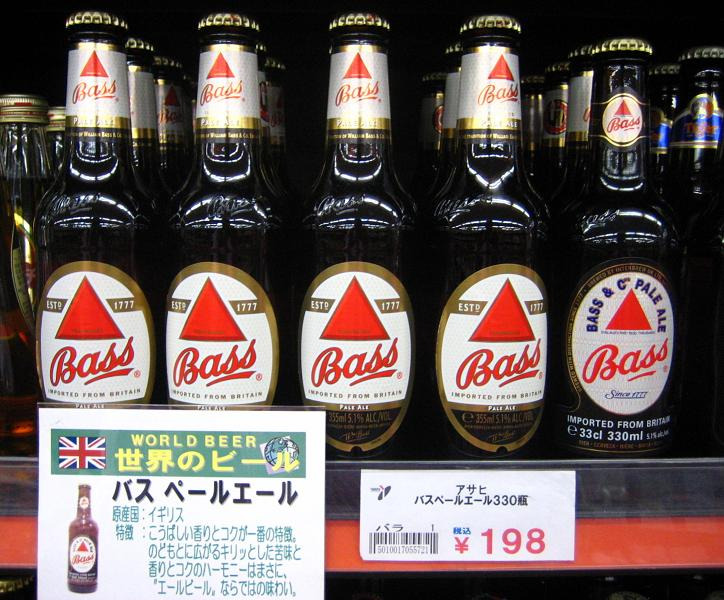
Bouteilles de bière Bass dans une épicerie de Fukushima (Japon).

La Bass Brewery, ou brasserie Bass, (prononcé /ˈbæs/) fut fondée en 1777 par William Bass à Burton upon Trent au Royaume-Uni. La marque principale était la Bass Pale Ale, qui fut un temps la bière la plus vendue au Royaume-Uni. En 1877, Bass était devenu la plus grande brasserie du monde avec une production annuelle d'un million de tonneaux. Elle était exportée dans tout l'Empire britannique et le triangle rouge représentant l'entreprise devint la première marque déposée du Royaume-Uni.

## Histoire

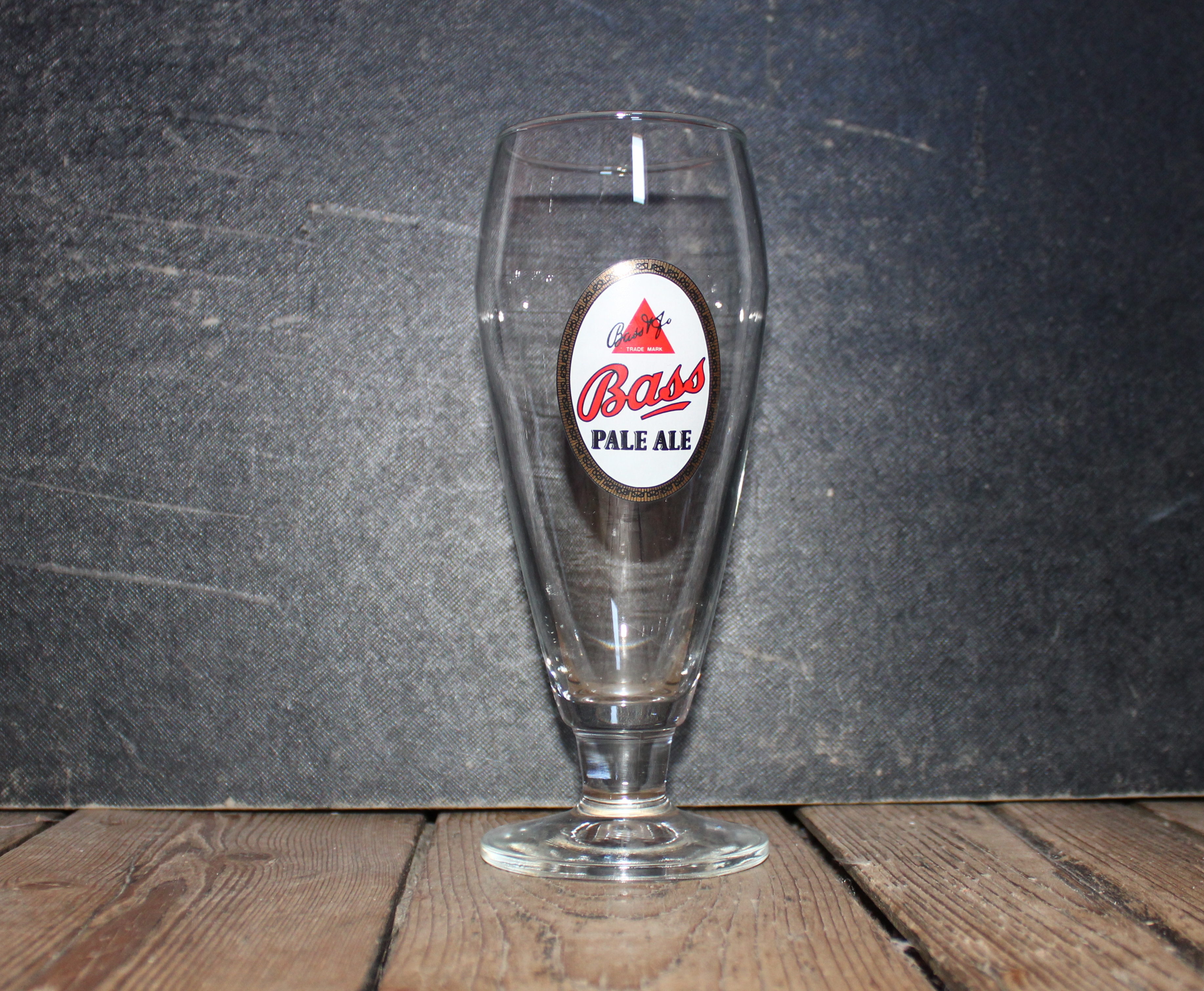
Vieux verre à bière "Bass Pale Ale".

Avant d'établir une brasserie, William Bass transportait de la bière pour le brasseur Benjamin Printon. Bass vendit son commerce à la famille Pickord, en utilisant les fonds pour établir la Brasserie Bass (Bass & Co Brewery) en 1777, l'une des premières brasseries à Burton-upon-Trent.

## Sources
- (en) Cet article est partiellement ou en totalité issu de l’article de Wikipédia en anglais intitulé « Bass Brewery » (voir la liste des auteurs).